# Двадцать шестая поправка к Конституции США
Двадцать шестая поправка к Конституции США закрепляет всеобщее активное избирательное право с 18 лет на всей территории США. Вступила в силу 1 июля 1971 года.
Требование о понижении ценза  возраста от 21 года до 18 лет, с которого можно принимать участие в выборах, приобрело популярность во время войны во Вьетнаме, так как ситуация, когда воинская обязанность наступает раньше, чем приобретаются гражданские права, казалась многим несправедливой. Поправка была принята конгрессом в марте 1971 года и уже к 1 июля набрала нужное число ратификаций.

## Особенность
От имени Сената США поправка подписана не действующим вице-президентом, по должности занимающим, согласно законодательству, пост президента Сената, а временно исполнявшим эту должность (pro tempore) сенатором от Луизианы Алленом Джозефом Эллендером.